# Мекленбург-Штаргард

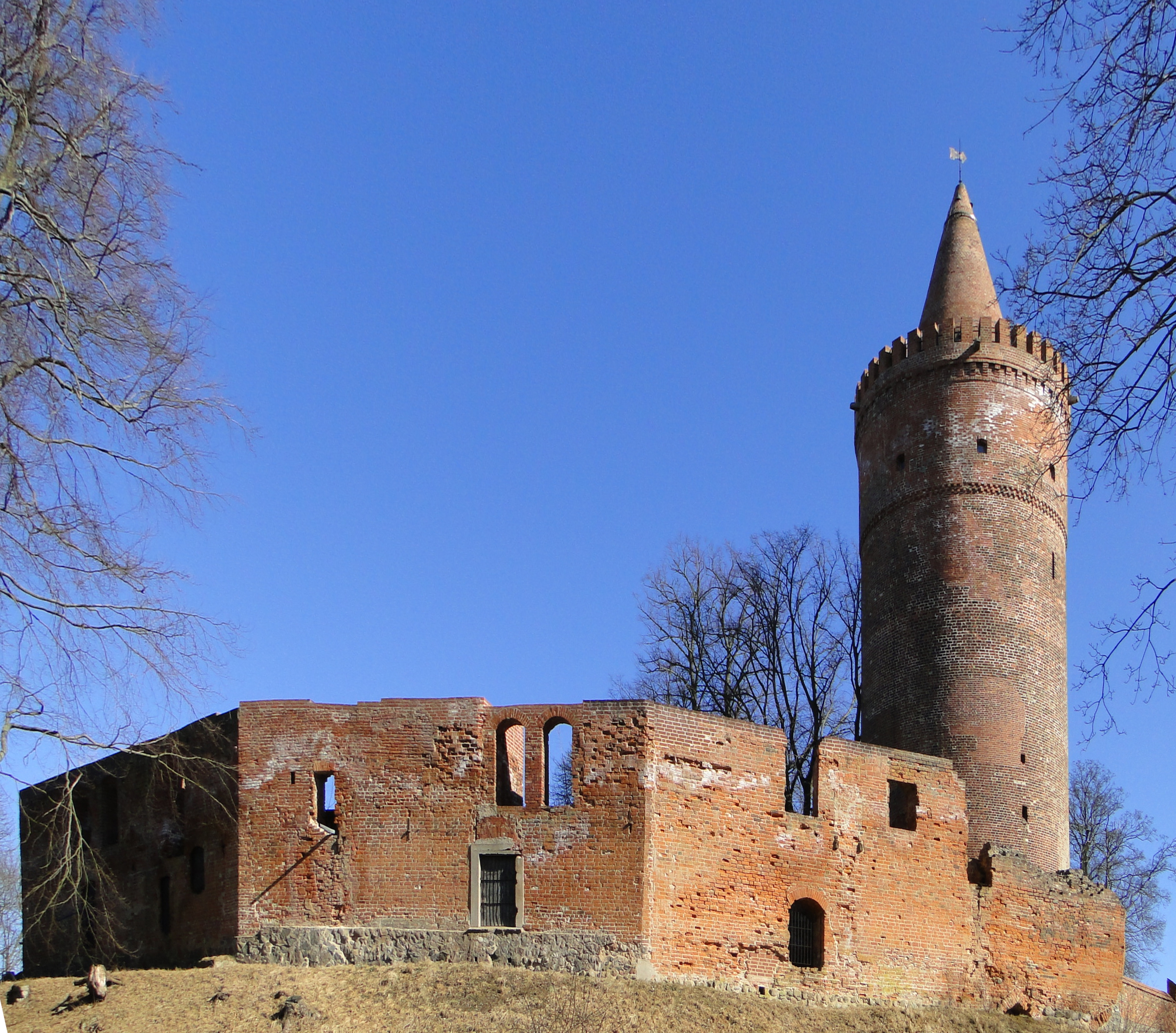
Крепость Штаргард

Ме́кленбург-Штаргард (нем. Mecklenburg-Stargard) — северогерманское герцогство, существовавшее в XIV—XV веках. Возникло после смерти герцога Мекленбурга Генриха II. 25 ноября 1352 года два сына Генриха, герцоги Альбрехт II Великий и Иоганн I заключили династический договор о фактическом разделе отцовского наследства, в результате которого появились герцогства Мекленбург-Шверин и Мекленбург-Штаргард, получившие свои названия по главным резиденциям двух правителей Мекленбурга.
Раздел мекленбургских земель не был оформлен юридически, поэтому оба правителя возникших таким образом герцогств носили одинаковый титул «герцог Мекленбурга, Штаргарда и Ростока». Этот титул оставался в ходу до 1918 года в общем титуле мекленбургской династии.

## Территория
Основная часть герцогства Мекленбург-Штаргард включала в себя княжество Штаргард на территории современной земли Мекленбург-Передняя Померания, территории, ограниченной Бранденбургом, Померанией и Мекленбургом. Название герцогства происходит от средневековой крепости Штаргард. В герцогство Штаргард также входили Штернберг и Эльденбург (Любц) с исторической территорией Туре.

## История
Княжество Штаргард досталось Мекленбургу в 1299 году как пожизненные вдовьи владения. Генрих II победил марку Бранденбург в Северогерманской маркрграфской войне.
После его смерти в 1329 году его сыновья сначала правили совместно при опекуне до 1336 года. 25 ноября 1352 года братья договорились о разделе владений. Иоганн I получил «землю Штаргард со всем, что к ней относится». Его сыновья Иоганн II и Ульрих I поделили земли ещё раз в 1408 году. Иоганн получил Штернберг, Фридланд, Фюрстенберг и Лихен, а Ульрих — Нойбранденбург, крепость Штаргард, Стрелиц и Везенберг (с Лице).
При Генрихе, сыне Ульриха I, герцогство вновь объединилось, а впоследствии после смерти его бездетного сына Ульриха II герцогство Штаргард воссоединилось с Мекленбург-Шверином.
В ходе Третьего раздела основных мекленбургских земель 1701 года штаргардские владения составили основу новообразованного герцогства Мекленбург-Стрелиц.

### Правители
- Иоганн I — правитель Мекленбург, с 1348 года герцог Мекленбург-Штаргарда (1329—1392) [сын Генриха II]
- Иоганн II — герцог Мекленбург-Штаргард-Штернберга (1392—1417) [сын Иоганна I]
- Ульрих I — герцог Мекленбург-Штаргард-Нойбранденбурга (1392—1417) [сын Иоганна I]
- Альбрехт I — герцог Мекленбург-Штаргарда, ум. 1397 [сын Иоганна I]
- Иоганн III — герцог Мекленбург-Штаргард-Штернберга (1416—1438) [сын Иоганна II]
- Альбрехт II — герцог Мекленбург-Штаргард-Нойбранденбурга (1417—1423) [сын Ульриха I]
- Генрих Худой — герцог Мекленбург-Штаргарда (1417—1466) [сын Ульриха I]
- Ульрих II — герцог Мекленбург-Штаргарда (1466—1471) [сын Генриха]